# José Mataix Verdú
José Mataix Verdú   (Iecla, 23 de febrer de 1941 - Granada, 16 de novembre de 2008) va ser un investigador, escriptor i catedràtic espanyol, conegut pels seus estudis i publicacions sobre nutrició i fisiologia humana. Fou catedràtic de la Universitat de Granada.
Va ser president d'honor de la Sociedad Española de Nutrición Comunitaria, president de la Sociedad Española de Nutrición i fundador del Instituto de Nutrición y Tecnología de los Alimentos de la Universidad de Granada. Va morir el 16 de novembre de 2008 a l'edat de 67 anys.
Els seus estudis es van centrar en el tema de nutrició i fisiologia humana. Va defensar la idea que la dieta mediterrània i les propietats de l'oli d'oliva són elements imprescindibles per a una alimentació sana i equilibrada. Segons Mataix: "La dieta ideal ha de proporcionar només les quantitats indispensables d'energia, lípids i proteïnes" i "L'oli d'oliva (juntament amb l'oliva) constitueix l'únic aliment que distingeix de forma qualitativa i, per tant, excloent l'alimentació en l'àmbit mediterrani de qualsevol altre espai Geogràfic. Ve sent, des de l'antiguitat, la millor i més important font de lípids".
El mateix autor escribia: "La dieta adecuada para gozar de buena salud se basa en la información correcta acerda de la relación que existe entre la ingestión de cierdos alimentos (sobre todo, de cantidades excesivas de estos) y algunas enfermedades, como la arteriosclerosis, las afecciones cardiovasculares o ciertos tipos de cáncer"

## Obra
Algunes de les seves obres més conegudes són: Aceite de oliva virgen: nuestro patrimonio alimentario (Universidad de Granada, 2001); Adelgazar: verdades y falsedades (S.L. ALHULIA, 2014); Adelgazarysalud (); El aceite de oliva, alma del Mediterráneo (Editorial Universidad de Jaén, 2008); Nutrición para educadores (Diaz De Santos, 2014) o Patología digestiva (Fundación Universitaria Iberoamericana, 2005).
El seu llibre és el que compta amb més de 400 citacions en obres de professionals i investigadors